# Atletism la Jocurile Olimpice de vară din 2024 - 5.000 m (feminin)
Proba de atletism 5.000 de metri feminin de la Jocurile Olimpice de vară din 2024 a avut loc în perioada 2-5 august 2024 pe Stade de France.

## Recorduri
Înaintea acestei competiții, recordurile mondiale și olimpice erau următoarele:
| Record  | Atlet                  | Timp     | Loc                      | Data           |
| ------- | ---------------------- | -------- | ------------------------ | -------------- |
| Mondial | Gudaf Tsegay (ETH)     | 14:00,21 | Eugene, Statele Unite    | 6 iunie 2008   |
| Olimpic | Vivian Cheruiyot (KEN) | 14:26,17 | Rio de Janeiro, Brazilia | 19 august 2016 |

## Program
Orele sunt ora Franței (UTC+1) 
| Data                  | Oră   | Etapă      |
| --------------------- | ----- | ---------- |
| Vineri, 2 august 2024 | 18:10 | Primul tur |
| Luni, 5 august 2024   | 21:10 | Finala     |

## Rezultate

### Primul tur
S-au calificat în finală primele opt atlete din fiecare serie (C).

#### Seria 1
| Loc | Atletă             | Țară                       | Timp     | Note  |
| --- | ------------------ | -------------------------- | -------- | ----- |
| 1   | Faith Kipyegon     | Kenya                      | 14:57,56 | C     |
| 2   | Sifan Hassan       | Olanda                     | 14:57,65 | C     |
| 3   | Nadia Battocletti  | Italia                     | 14:57,65 | C     |
| 4   | Margaret Kipkemboi | Kenya                      | 14:57,70 | C     |
| 5   | Gudaf Tsegay       | Etiopia                    | 14:57,84 | C, SB |
| 6   | Ejgayehu Taye      | Etiopia                    | 14:57,97 | C     |
| 7   | Elise Cranny       | Statele Unite ale Americii | 14:58,55 | C     |
| 8   | Karissa Schweizer  | Statele Unite ale Americii | 14:59,64 | C     |
| 9   | Nozomi Tanaka      | Japonia                    | 15:00,62 |       |
| 10  | Marta García       | Spania                     | 15:08,87 |       |
| 11  | Mariana Machado    | Portugalia                 | 15:23,26 |       |
| 12  | Belinda Chemutai   | Uganda                     | 15:23,90 |       |
| 13  | Lauren Ryan        | Australia                  | 15:29,35 |       |
| 14  | Hanna Klein        | Germania                   | 15:31,85 |       |
| 15  | Lisa Rooms         | Belgia                     | 15:37,55 |       |
| 16  | Agate Caune        | Letonia                    | 15:38,19 |       |
| 17  | Yuma Yamamoto      | Japonia                    | 15:43,67 |       |
| 18  | Alma Delia Cortés  | Mexic                      | 15:45,33 |       |
| 19  | Briana Scott       | Canada                     | 15:47,30 |       |
| 20  | Ankita Dhyani      | India                      | 16:19,38 |       |
|     | Joy Cheptoyek      | Uganda                     | NS       |       |

#### Seria 2
| Loc | Atletă                    | Țară                       | Timp     | Note  |
| --- | ------------------------- | -------------------------- | -------- | ----- |
| 1   | Beatrice Chebet           | Kenya                      | 15:00,73 | C     |
| 2   | Medina Eisa               | Etiopia                    | 15:00,82 | C     |
| 3   | Rose Davies               | Australia                  | 15:00,86 | C     |
| 4   | Karoline Bjerkeli Grøvdal | Norvegia                   | 15:01,14 | C     |
| 5   | Francine Niyomukunzi      | Burundi                    | 15:01,42 | C     |
| 6   | Whittni Morgan            | Statele Unite ale Americii | 15:02,14 | C, SB |
| 7   | Nathalie Blomqvist        | Finlanda                   | 15:02,75 | C     |
| 8   | Joselyn Brea              | Venezuela                  | 15:02,89 | C     |
| 9   | Isobel Batt-Doyle         | Australia                  | 15:03,64 |       |
| 10  | Maureen Koster            | Olanda                     | 15:03,66 |       |
| 11  | Laura Galván              | Mexic                      | 15:05,20 | SB    |
| 12  | Klara Lukan               | Slovenia                   | 15:09,61 |       |
| 13  | Esther Chebet             | Uganda                     | 15:10,46 |       |
| 14  | Parul Chaudhary           | India                      | 15:10,68 | SB    |
| 15  | Samiyah Hassan Nour       | Djibouti                   | 15:13,63 |       |
| 16  | Federica Del Buono        | Italia                     | 15:15,54 |       |
| 17  | Sarah Madeleine           | Franța                     | 15:18,62 |       |
| 18  | Viktória Wagner-Gyürkés   | Ungaria                    | 15:48,24 |       |
| 19  | Wakana Kabasawa           | Japonia                    | 15:50,86 |       |
| 20  | Jodie McCann              | Irlanda                    | 15:55,08 |       |

### Finala
| Loc | Atletă                    | Țară                       | Timp     | Note |
| --- | ------------------------- | -------------------------- | -------- | ---- |
| 1   | Beatrice Chebet           | Kenya                      | 14:28,56 |      |
| 2   | Faith Kipyegon            | Kenya                      | 14:30,61 | SB   |
| 3   | Sifan Hassan              | Olanda                     | 14:30,61 | SB   |
| 4   | Nadia Battocletti         | Italia                     | 14:31,64 | RN   |
| 5   | Margaret Kipkemboi        | Kenya                      | 14:32,23 | SB   |
| 6   | Ejgayehu Taye             | Etiopia                    | 14:32,98 |      |
| 7   | Medina Eisa               | Etiopia                    | 14:35,43 |      |
| 8   | Karoline Bjerkeli Grøvdal | Norvegia                   | 14:43,21 |      |
| 9   | Gudaf Tsegay              | Etiopia                    | 14:45,21 | SB   |
| 10  | Karissa Schweizer         | Statele Unite ale Americii | 14:45,57 |      |
| 11  | Elise Cranny              | Statele Unite ale Americii | 14:48,06 |      |
| 12  | Rose Davies               | Australia                  | 14:49,67 |      |
| 13  | Nathalie Blomqvist        | Finlanda                   | 14:53,10 |      |
| 14  | Joselyn Brea              | Venezuela                  | 15:17,04 |      |
| 15  | Whittni Morgan            | Statele Unite ale Americii | 14:53,57 | PB   |
| 16  | Francine Niyomukunzi      | Burundi                    | 15:22,40 |      |